# Concepción Quezaltepeque
Concepción Quezaltepeque è un comune del dipartimento di Chalatenango, in El Salvador.